# 대구 약령시
대구 약령시(大邱藥令市)는 조선 후기 1658년에 개시되어 현재까지 이어지고 있는 대구의 한약재 시장이다. 조선 후기 경상감영 내 객사 주변에서 열렸고, 대구읍성이 철거된 후 1908년에 약전골목(남성로)으로 이전하였다. 발생 때부터 8·15 광복 후 얼마 동안까지 봄, 가을에 연 계절시장이었고, 현대에 이르러 상설시장으로 변모하였다. 매년 5월 대구광역시청이 주관하는 대구약령시한방문화축제가 개최되고 있다.

## 역사
- 1658년(조선 효종 9년) 임의백 관찰사가 경상감영 안의 객사(客舍) 주변에 약령시 개장(현 대구중부경찰서 일대)
- 1908년(융희 2년) 약령시를 현재 남성로로 이전
- 1941년 조선총독부가 약령시 개장행사 불허함.
- 1978년 약령시부활추진위원회 발족 및 제1회 약령시 개장행사 개최
- 1985년 대구시 '명소의 거리'지정
- 1988년 보건사회부 전통한약시장 지역 승인
- 2000년 새천년준비위원회 '새즈믄해의 거리'지정 및 제1회 약초꽃잔치 개최
- 2001년 문화관광부 '문화의 거리'지정 및 한국기네스 위원회 '가장 오래된 약령시' 인증
- 2009년 대구약령시한방문화축제 개최

## 같이 보기
- 대구약령시한방문화축제